# Radio Regenbogen (Bavière)
 (mars 2019).
Radio Regenbogen est une radio associative locale de Rosenheim. Elle est animée par des associations culturelles, religieuses et sociales.
Les financeurs sont l'Église protestante (25 %), Katholische Arbeitsgemeinschaft (23 %), Rosenheimer Verlag (23 %), Musikbund von Ober- und Niederbayern (20 %) et d'autres (9 %).
Radio Regenbogen diffuse sa propre licence sur les fréquences des émissions de radio locales suivantes :
- Radio Charivari Rosenheim (Mardi et jeudi 18h00–19h00, dimanche 8h00–9h00 et 16h00–16h30)
- Bayernwelle SüdOst (dimanche 7h00–8h00)
- Inn-Salzach-Welle (dimanche 16h00–17h00, licence expirée)
- Radio Galaxy Rosenheim (mardi-mercredi 19h00–21h00)

### Source de la traduction
- (de) Cet article est partiellement ou en totalité issu de l’article de Wikipédia en allemand intitulé « Radio Regenbogen (Bayern) » (voir la liste des auteurs).